# Vanavara
Vanavara (en ruso: Ванавара) es una localidad rural ubicada en la zona centro-oeste del krai de Krasnoyarsk, Rusia, a orillas del río Tunguska Pedregoso —un afluente por la derecha del Yeniséi—. Su población en el año 2010 era de 3150 habitantes.
Es famosa por ser la localidad más cercana al lugar donde se produjo el evento de Tunguska en 1908, una gran explosión atribuida al impacto de un cometa o a un asteroide. Debido a que no se ha recuperado ningún fragmento, se maneja la teoría de que fue un cometa formado por hielo. Al no alcanzar la superficie, no se produjo cráter o astroblema.

## Historia

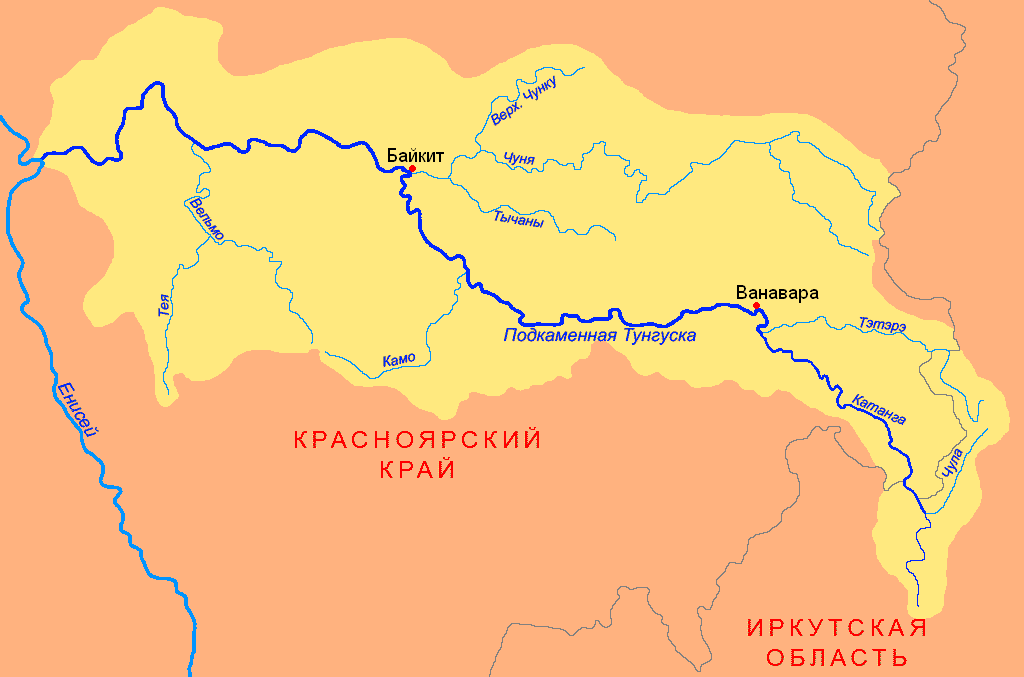
Vanavara (Ванавара) en un mapa del río Tunguska Pedregoso

La localidad, tal como existe hoy en día, se fundó en 1932 como un asentamiento de pastores, cazadores y pescadores.
Un avión que viajaba desde Krasnoyarsk a Turá se estrelló en los alrededores de Vanavara intentando realizar un aterrizaje de emergencia debido al mal tiempo, el 26 de septiembre de 1994.
El 10 de diciembre de 2010 explotó un calentador en una central térmica. Un bombero murió en el incidente.

## Transporte
La localidad cuenta con un aeropuerto.

## Clima
Posee un clima subpolar, con inviernos extremadamente fríos con temperaturas de -30 °C en enero, y en verano de 15 °C. Las precipitaciones son bastantes escasas, si bien significativamente mayores en verano que en cualquier otra época del año.